# Pómbia
Pómbia, en grec moderne : Πόμπια, est un village du dème de Phaistos, en Crète, en Grèce. Selon le recensement de 2011, la population de Pómbia compte 1 061 habitants. Il est situé dans la plaine de la Messará, à la base de la montagne Vígla, de la chaîne des monts d'Asterousia et à une altitude de 150 m.